# Усоби
Усоби (чеш. Úsobí) је насељено мјесто са административним статусом варошице (чеш. městys) у округу Хавличкув Брод, у крају Височина, Чешка Република.

## Становништво
Према подацима о броју становника из 2014. године насеље је имало 664 становника.